# یواس‌اس مرگانزر (ای‌ام-۱۳۵)
یواس‌اس مرگانزر (ای‌ام-۱۳۵) (به انگلیسی: USS Merganser (AM-135)) یک کشتی بود که طول آن ۱۳۳ فوت ۷ اینچ (۴۰٫۷۲ متر) بود. این کشتی در سال ۱۹۳۷ ساخته شد.